# Роготнево
Рого́тнево (рос. Роготнево) — присілок в Дебьоському районі Удмуртії, Росія.

## Населення
Населення — 41 особа (2010; 58 в 2002).
Національний склад станом на 2002 рік:
- удмурти — 84 %

## Урбаноніми[3]
- вулиці — Роготневська